# ОШ „Вук Караџић” Велики Извор
ОШ „Вук Караџић” у Великом Извору је једна од установа основног образовања на територији града Зајечара која наставља историју основног образовања школе основане 1839. године.
Школске 1968/69. године основна школа у Халову, селу удаљеном 10km од Великог Извора, организационо је припојена осмогодишњој школи у Великом Извору. Тада је добила име Основна школа „22. децембар”.
Промене и развој школског система захтевали су и боље услове за рад које школска зграда више није испуњавала, посебно што је већ била оштећена у земљотресу. Радови на изградњи нове школске зграде почели су 1978. године, а школа је свечано отворена 25. маја 1980. године. Стара школска зграда је због оронулости и безбедности ученика порушена школске 2002/03. године. Садашњи назив Основна школа „Вук Караџић” носи од 1992. године.
У матичној школи и у издвојеном одељењу реализује се припремни предшколски програм. Од школске 2012/13. Године у матичној школи постоји продужени боравак за ученике 1. и 2. разреда.
Учионице и кабинети су адекватно опремљени с тим што је неопходно њихово стално осавремењивање и набавка нових наставних средстава. Школа поседује библиотеку са близу 5000 наслова. Припремни предшколски програм се од школске 2013/14. године реализује у новој згради, у просторији у којој је била наставничка канцеларија. У старој школској згради је ђачка кухиња. Обезбеђена је дистрибуција ужине, у матичној школи и у подручном одељењу.
Школски воћњак мешовитог типа, 2005/06. обогаћен је са 200 садница добијених од Фонда за дошколовавање младих пољопривредника. Воћњак одржавају чланови Ученичке задруге „Граничар”, која датира још од 1973. године.
Захваљујући заинтересованости за очување културне баштине овог краја, сувласници су етно–куће „Дом Сергија Калчића”.